# Југоисток (САД)
Југоисток (енгл. the Southeast) је регион у САД.

## Државе југоистока
- Мериленд
- Делавер
- Вирџинија
- Западна Вирџинија
- Северна Каролина
- Јужна Каролина
- Џорџија
- Флорида
- Алабама
- Мисисипи
- Луизијана
- Арканзас
- Тенеси
- Кентаки